# Аббе-Дешам
«Аббе-Дешам» (фр. Stade de l'Abbé-Deschamps) — футбольний стадіон в Осері, Франція. Один із трьох стадіонів («Аяччо», «Ліон») у Франції, що належить клубу.

## Історія
Перша офіційна гра на галявині біля дороги Рут-де-Ва недалеко від річки Йонна відбулася 5 листопада 1905 року. Незабаром територію було взято в оренду абатом Дешамом (нар. 1868), засновником клубу Jeuness Auxerroise. 13 жовтня 1918 року було відкрито стадіон «Рут-де-Во». Після смерті абата у 1949 році стадіон отримав сучасну назву.
«Аббе-Дешам» постійно добудовувався, остання реконструкція пройшла в 1994 році. Сьогодні це сучасний, футбольний (без легкоатлетичних доріжок) стадіон із чотирма критими трибунами із пластиковими сидіннями та освітленням. Місткість — 18 541 глядача.
Збірна Франції з футболу двічі проводила свої ігри на стадіоні «Аббе-Дешам» і здобула дві перемоги, 1995 року був переможений Азербайджан (10:0), а 2007 року — Грузія (1:0).
Рекорд відвідуваності — 22500 глядачів, які прийшли 18 травня 1996 року на гру з «Нантом» .

## Галерея

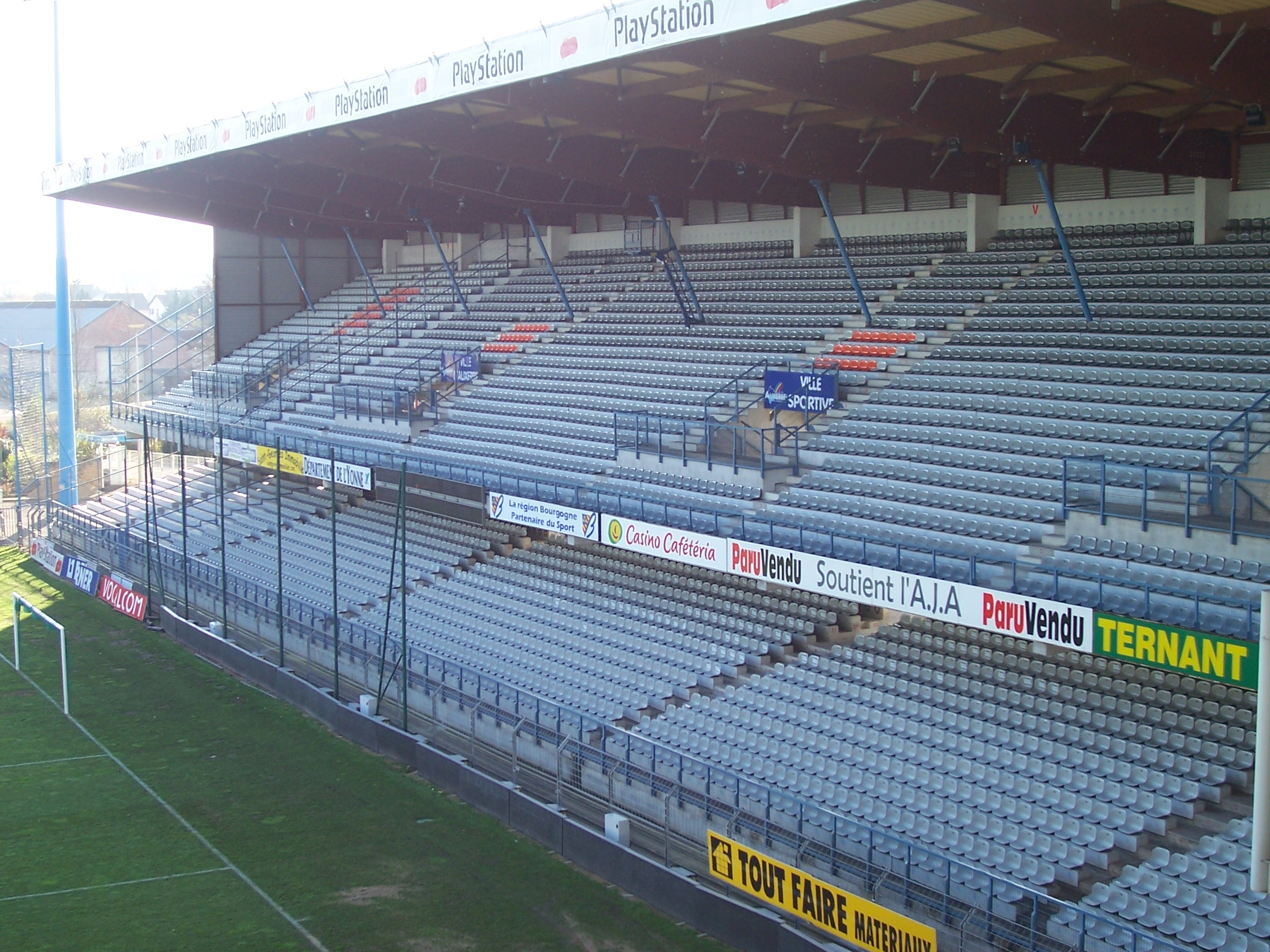
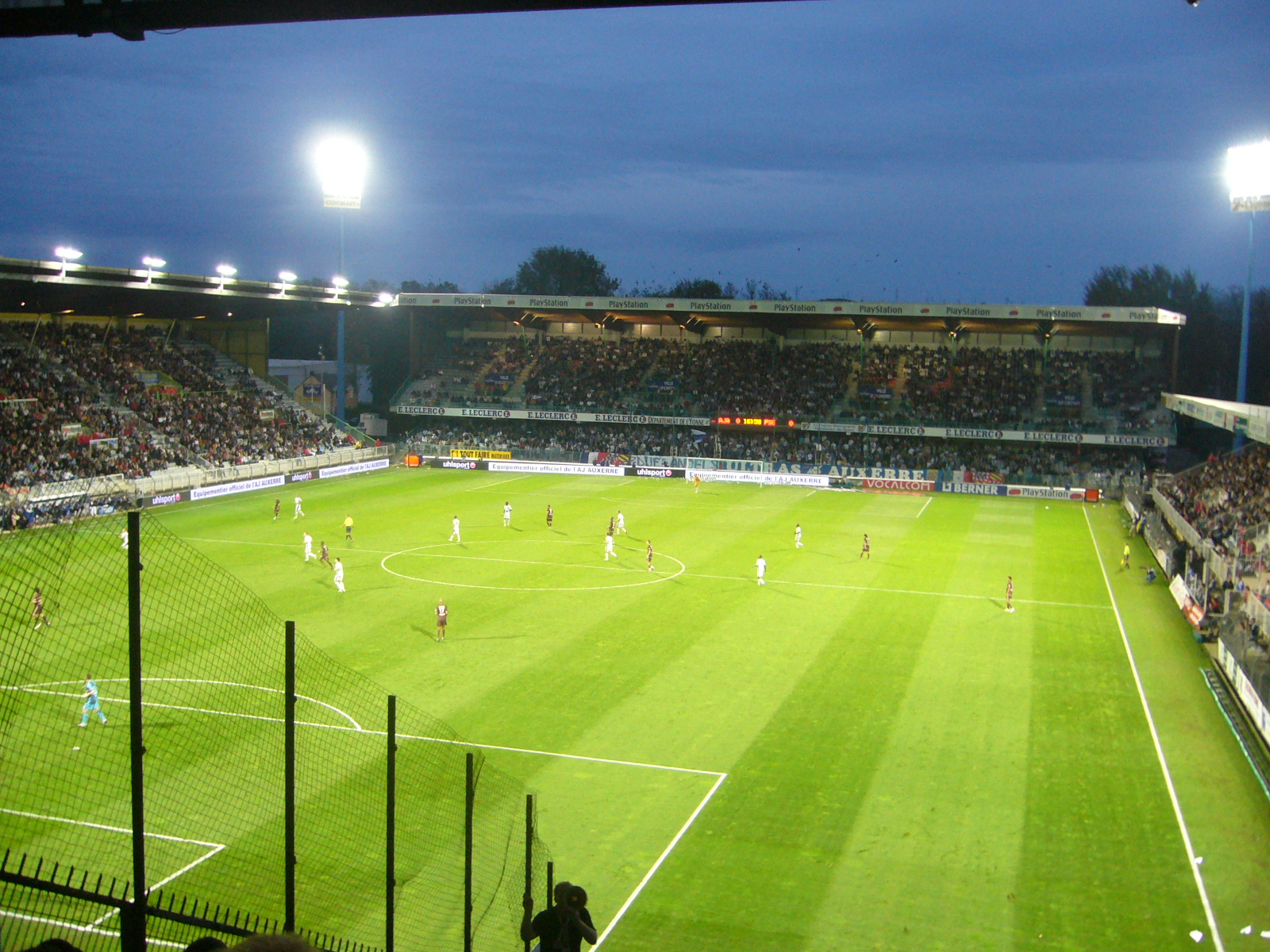
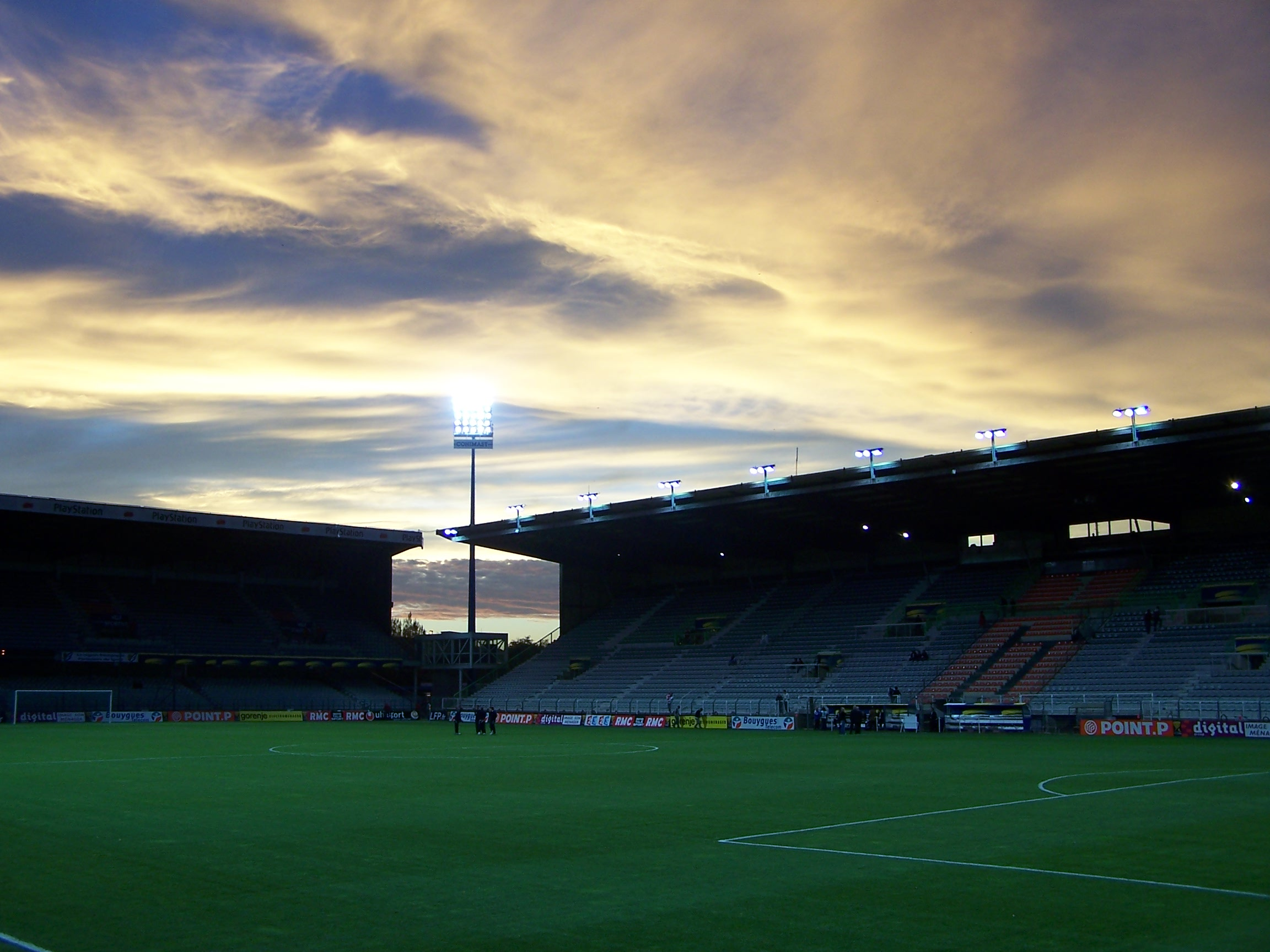
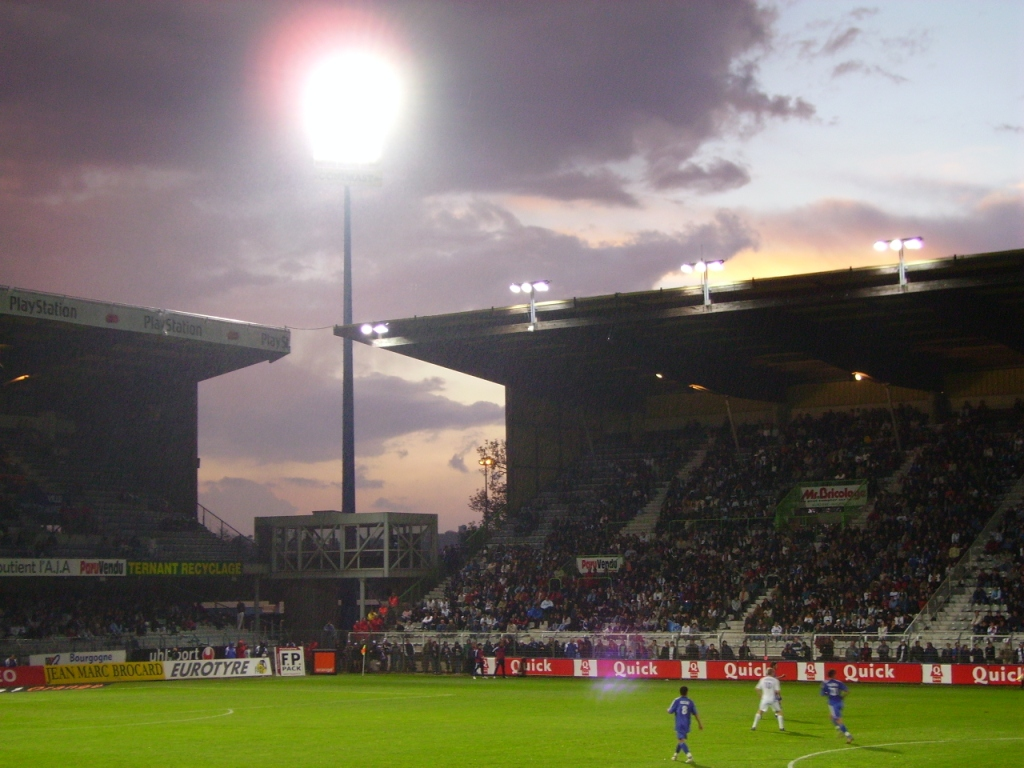